# Denys Jurczenko
Denys Jurczenko, ukr. Денис Сергійович Юрченко (ur. 27 stycznia 1978 w Doniecku) – ukraiński lekkoatleta, tyczkarz, czterokrotny olimpijczyk (2000-2012).
W 2004 zdobył brązowy medal Halowych Mistrzostw Świata. Ma w swoim dorobku także dwa srebrne medale Halowych Mistrzostw Europy z 2005 i 2007.
Siedmiokrotnie był mistrzem Ukrainy na stadionie (1999, 2000, 2002, 2003, 2006, 2007, 2011), pięciokrotnie w hali (1999, 2001, 2004, 2007, 2008).
Swój rekord życiowy w hali (5,85 m) ustanowił w 2005 roku w Madrycie. Jego najlepszy wynik na stadionie wynosi 5,83 m (Kijów 2008).
W 2008 zdobył brąz podczas igrzysk olimpijskich w Pekinie. Wyniki testów antydopingowych wykazały jednak obecność niedozwolonych substancji w krwi zawodnika. W 2017 zawodnik został zdyskwalifikowany oraz stracił medal olimpijski.

## Sukcesy
| Rok  | Zawody                    | Miasto     | Miejsce | Konkurencja   | Wynik  |
| ---- | ------------------------- | ---------- | ------- | ------------- | ------ |
| 2004 | Halowe Mistrzostwa Świata | Budapeszt  | 3.      | Skok o tyczce | 5,70 m |
| 2004 | Igrzyska olimpijskie      | Ateny      | 9.      | Skok o tyczce | 5,65 m |
| 2005 | Halowe Mistrzostwa Europy | Madryt     | 2.      | Skok o tyczce | 5,85 m |
| 2007 | Halowe Mistrzostwa Europy | Birmingham | 2.      | Skok o tyczce | 5,71 m |
| 2008 | Igrzyska olimpijskie      | Pekin      | 3.      | Skok o tyczce | 5,70 m |